# Sainte-Hedwidge
Sainte-Hedwidge est une municipalité du Québec (Canada), faisant partie de la municipalité régionale de comté du Domaine-du-Roy, située dans la région administrative de Saguenay–Lac-Saint-Jean.

## Toponymie
Elle est nommée en l'honneur d'Edwige de Silésie.

## Histoire

### Chronologie municipale
- 10 mars 1909 : Érection de la municipalité de Ste-Edwidge.
- 30 août 1909 : La municipalité de Ste-Edwidge devient la paroisse de Saint-Hedwige.
- 15 mars 1969 : La paroisse de Saint-Hedwige devient la paroisse de Sainte-Hedwidge.
- 19 juillet 1986 : La paroisse de Sainte-Hedwidge devient la municipalité de Sainte-Hedwidge.

## Géographie
Elle est située à proximité de Roberval.

### Hydrographie
La rivière Ouiatchouaniche traverse la municipalité du sud vers le nord-est.
À partir du lac aux Iroquois, dans le sud-ouest, la rivière aux Iroquois coule vers le nord-est où elle en délimite le territoire.
À partir du lac Sacré-Coeur, dans le sud-ouest, le Deuxième bras des Iroquois coule vers le nord-est jusqu'à sa confluence avec la rivière aux Iroquois.
La Petite rivière à l'Ours traverse l'ouest de la municipalité en coulant vers le nord jusqu'à sa confluence avec rivière à l'Ours.
À partir de son crénon, dans le nord-est, la rivière du Castor coule vers le nord-est.
À partir de son crénon, dans le nord-est, la rivière à la Chasse coule vers le nord-est.
La rivière Ovide fait une brève incursion dans le nord-est.

## Démographie
| 1991 | 1996 | 2001 | 2006 | 2011 | 2016 | 2021 |
| ---- | ---- | ---- | ---- | ---- | ---- | ---- |
| 879  | 863  | 843  | 820  | 824  | 846  | 870  |

## Administration
Les élections municipales se font en bloc pour le maire et les six conseillers.
| Sainte-Hedwidge Maires depuis 2003                                                                                   |                 |                 |          |
| Élection | Maire           | Qualité         | Résultat |
| 2003 | Gilles Toulouse |                 | Voir     |
| 2005 | Gilles Toulouse | Voir            |          |
| 2009 | Gilles Toulouse | Voir            |          |
| 2013 | Gilles Toulouse | Voir            |          |
| 2017 | Gilles Toulouse | Voir            |          |
| 2021 | Robert Bilodeau |                 | Voir     |
| nov. 2023 | Guy Privé       | Maire suppléant | Voir     |
| Élection partielle en italique Depuis 2005, les élections sont simultanées dans toutes les municipalités québécoises |                 |                 |          |